# Saint-Jean-du-Bouzet
Saint-Jean-du-Bouzet è un comune francese di 70 abitanti situato nel dipartimento del Tarn e Garonna nella regione dell'Occitania.

## Società

### Evoluzione demografica
Abitanti censiti